# Стрелецкое сельское поселение (Яковлевский район)
Стреле́цкое се́льское поселе́ние — упразднённое муниципальное образование в Яковлевском районе Белгородской области Российской Федерации.
Административный центр — село Стрелецкое.
19 апреля 2018 года упразднено при преобразовании Яковлевского района в городской округ.

## География
Расположено юго-западной части района, в 22 километрах от районного центра - города Строитель и 35 километрах от областного центра города Белгорода. 
Ближайшая железная дорога, расстояние до которой 7 километров, находится в поселке Томаровка. . 

## История
История создания сел поселения уходит своими корнями во времена существования города-крепости Карпов, жители которого в основном занимались охраной города от набегов крымских татар и других иноземцев. Это были служилые люди, которые первыми образовали в 1646 году жилые слободы: Стрелецкую, Пушкарскую, Драгунскую. Названия сел пошло от стрельцов, которых было  418, пушкарей - 49, драгун - 350 человек. Население сел, выполняя сторожевую службу, занималось сельским хозяйством и различного рода ремеслами.
Георгиевская церковь в селе Стрелецком построена в 1876 году. В ней было два престола: первый - в честь святого великомученика Георгия Победоносца, второй - в честь бессребреников Касьмы и Дамиана. Успенская церковь в селе Пушкарном построена в 1868 году. Церковь в селе Стрелецком разрушена, в селе Пушкарном восстановлена и реставрирована, в настоящее время в ней проводятся службы, является памятником архитектуры XIX века.
Села были вотчинами дворян, у которых до отмены крепостного права было по несколько десятков душ крепостных крестьян. Крестьяне в основном занимались земледелием и садоводством (поместье Гетмана в х. Красное Подгороднее). В село Красный Отрожек отселялись сыновья из больших семей. Они и основали это село, так же образовались хутора Домнино и Степное..
Стрелецкое сельское поселение образовано 20 декабря 2004 года в соответствии с Законом Белгородской области № 159.

## Население
| 2010  | 2011  | 2012  | 2013  | 2014  | 2015  | 2016  |
| ----- | ----- | ----- | ----- | ----- | ----- | ----- |
| 2019  | ↘2010 | ↗2015 | ↗2027 | ↗2050 | ↗2126 | ↗2132 |
| 2017  | 2018  |       |       |       |       |       |
| ↗2136 | ↘2105 |       |       |       |       |       |

## Состав сельского поселения
В состав сельского поселения входят 6 населённых пунктов:
| № | Населённый пункт    | Тип населённого пункта       | Население |
| - | ------------------- | ---------------------------- | --------- |
| 1 | Домнино             | хутор                        | →8        |
| 2 | Драгунское          | село                         | ↗428      |
| 3 | Красное Подгороднее | хутор                        | ↘14       |
| 4 | Красный Отрожек     | село                         | ↗336      |
| 5 | Пушкарное           | село                         | ↗599      |
| 6 | Стрелецкое          | село, административный центр | ↗866      |

## Инфраструктура
- средняя общеобразовательная школа;
- детский сад;
- 2 отделения связи;
- филиал Яковлевского отделения Сбербанка России;.

## Культура
Стрелецкий Дом культуры, 2 сельских клуба, 3 библиотеки .
В 1990 году открыт памятник воинам, погибшим  в годы Великой Отечественной войны на площади возле Стрелецкого Дома культуры .
На территории поселения проходит ежегодный историко-патриотический фестиваль "Дикое поле".: